# Maria Miłosławska
Maria Iljiniczna Miłosławska, ros. Мария Ильинична Милославская (ur. 1 kwietnia?/11 kwietnia 1626, zm. 3 marca?/13 marca 1669 w Moskwie)  – caryca Rosji, żona cara Aleksego I Romanowa, matka carów Fiodora III Romanowa i Iwana V Romanowa.

## Życiorys
Ojcem Marii był Ilja Daniłowicz Miłosławski, bliski współpracownik Borysa Iwanowicza Morozowa, mającego duże wpływy na dworze carskim dawnego opiekuna cara Aleksego. Caryca pochodziła z rusko-tatarskiej rodziny książęcej i bojarskiej Miłosławskich. 16 stycznia?/26 stycznia 1648 poślubiła cara Aleksego I. Do małżeństwa doszło w wyniku zabiegów Morozowa, który dziesięć dni później poślubił Annę Iljiniczną Miłosławską, siostrę carycy. Małżeństwo było udane. Para doczekała się trzynaściorga dzieci: pięciu synów i osiem córek.
- Dzieci Marii i Aleksego[a]:

1. Dymitr Aleksiejewicz (ur. 22 października 1648, zm. 5 października 1649),
2. Eudoksja Aleksiejewna (ur. 17 lutego 1650, zm. 10 marca 1712) – nie wyszła za mąż,
3. Marfa Aleksiejewna (ur. 28 sierpnia 1652, zm. 19 lipca 1707) – nie wyszła za mąż, po wstąpieniu do klasztoru przyjęła imię Małgorzata,
4. Aleksy Aleksiejewicz (ur. 5 lutego 1654, zm. 17 stycznia 1670) – następca tronu, pretendent do tronu polskiego,
5. Anna Aleksiejewna (ur. 23 stycznia 1655, zm. 9 maja 1659),
6. Zofia Aleksiejewna (ur. 17 września 1657, zm. 3 lipca 1704) – regentka w latach 1682-1689, po zesłaniu do klasztoru przyjęła imię Zuzanna,
7. Katarzyna Aleksiejewna (ur. 26 listopada 1658, zm. 1 maja 1718) – nie wyszła za mąż,
8. Maria Aleksiejewna (ur. 18 stycznia 1660, zm. 9 marca 1723) – nie wyszła za mąż,
9. Fiodor Aleksiejewicz (ur. 30 maja 1661, zm. 27 kwietnia 1682) – późniejszy car Fiodor III Romanow,
10. Fieodozja Aleksiejewna (ur. 28 maja 1662, zm. 14 grudnia 1713) – nie wyszła za mąż,
11. Szymon Aleksiejewicz (ur. 3 kwietnia 1665, zm. 19 czerwca 1669),
12. Iwan Aleksiejewicz (ur. 27 sierpnia 1666, zm. 29 stycznia 1696) – późniejszy car Iwan V Romanow,
13. Eudoksja Aleksiejewna (ur. 26 lutego 1669, 28 lutego 1669).

Maria Miłosławska zmarła w Moskwie. Została pochowana w głównym soborze Monasteru Wniebowstąpienia Pańskiego w Moskwie, a po jego zniszczeniu w 1929 roku szczątki zostały przeniesione do Soboru św. Michała Archanioła.